# Craonnelle
Craonnelle és un municipi francès situat al departament de l'Aisne i a la regió dels Alts de França. L'any 2007 tenia 100 habitants.

## Demografia

### Població
El 2007 la població de fet de Craonnelle era de 100 persones. Hi havia 40 famílies de les quals 12 eren unipersonals (4 homes vivint sols i 8 dones vivint soles), 8 parelles sense fills, 16 parelles amb fills i 4 famílies monoparentals amb fills.
La població ha evolucionat segons el següent gràfic:
Habitants censats

### Habitatges
El 2007 hi havia 57 habitatges, 39 eren l'habitatge principal de la família, 10 eren segones residències i 7 estaven desocupats. 55 eren cases i 2 eren apartaments. Dels 39 habitatges principals, 30 estaven ocupats pels seus propietaris, 8 estaven llogats i ocupats pels llogaters i 2 estaven cedits a títol gratuït; 1 tenia dues cambres, 9 en tenien tres, 16 en tenien quatre i 14 en tenien cinc o més. 29 habitatges disposaven pel capbaix d'una plaça de pàrquing. A 14 habitatges hi havia un automòbil i a 18 n'hi havia dos o més.

### Piràmide de població
La piràmide de població per edats i sexe el 2009 era:
| Homes | Edats   | Dones |
| ----- | ------- | ----- |
| 0     | 95 o +  | 0     |
| 0     | 90 a 94 | 0     |
| 0     | 85 a 89 | 0     |
| 0     | 80 a 84 | 0     |
| 4     | 75 a 79 | 8     |
| 4     | 70 a 74 | 4     |
| 0     | 65 a 69 | 0     |
| 0     | 60 a 64 | 0     |
| 4     | 55 a 59 | 0     |
| 8     | 50 a 54 | 4     |
| 0     | 45 a 49 | 0     |
| 4     | 40 a 44 | 0     |
| 4     | 35 a 39 | 8     |
| 0     | 30 a 34 | 4     |
| 0     | 25 a 29 | 4     |
| 4     | 20 a 24 | 0     |
| 0     | 15 a 19 | 0     |
| 0     | 10 a 14 | 12    |
| 12    | 5 a 9   | 4     |
| 4     | 0 a 4   | 4     |

## Economia
El 2007 la població en edat de treballar era de 59 persones, 45 eren actives i 14 eren inactives. De les 45 persones actives 38 estaven ocupades (21 homes i 17 dones) i 7 estaven aturades (1 home i 6 dones). De les 14 persones inactives 5 estaven jubilades, 1 estava estudiant i 8 estaven classificades com a «altres inactius».
Activitats econòmiques
Dels 3 establiments que hi havia el 2007, 2 eren d'empreses alimentàries i 1 d'una empresa de comerç i reparació d'automòbils.
L'únic establiment comercial que hi havia el 2009 era una botiga de mobles.

## Poblacions més properes
El següent diagrama mostra les poblacions més properes.